# Museo de Arqueología Catalina Huanca
El Museo de Arqueología Catalina Huanca es un museo privado ubicado en el distrito de Pilcomayo cercana a la ciudad de Huancayo, Perú.
Su colección incluye diversos bienes culturales e instrumentos agrícolas, mayormente líticos, además de piezas de material orgánico y cerámica de las culturas Wanka y Wari. Asimismo, por todo el museo se pueden encontrar gran número de lienzos del pintor huancaíno Guillermo Guzmán Manzaneda.
En su recorrido se observa dos niveles subterráneos de uso educativo y vivencial, como es la réplica a escala natural de una ancestral casa Wari.